# Otello (film 1955)
Otello (ros. Отелло) – radziecki dramat filmowy z 1955 roku będący adaptacją utworu Szekspira o tej samej nazwie. W 1956 roku reżyser Siergiej Jutkiewicz otrzymał za film Złotą Palmę w kategorii najlepszy reżyser.

## Obsada
- Siergiej Bondarczuk jako Otello
- Irina Skobcewa jako Desdemona
- Andriej Popow jako Jago
- Władimir Soszalski jako Kasjo
- Jewgienij Wiesnik jako Rodrygo
- Antonina Maksimowa jako Emilia
- Michaił Trojanowski jako doża wenecki
- Jewgienij Tietierin jako Brabancjo

## Produkcja
Zdjęcia kręcono w Białogrodzie nad Dniestrem, Liwadii, Sudaku i Rydze.

## Nagrody
- 1956: Nagroda na Międzynarodowym Festiwalu Filmowym w Cannes dla Siergieja Jutkiewicza w kategorii najlepszego reżysera[2][3]
- 1956: Złoty Medal na Międzynarodowym Festiwalu Filmowym w Damaszku[4]